# 파라다이스 빌라
"파라다이스 빌라"는 2001년에 개봉한 대한민국의 영화이다.

## 캐스팅
- 조한준 : 스무살 역
- 하유미 : 피아노강사 역
- 이진우 : 펀드매니저 역
- 최종원 : 택시기사 역
- 김학철 : 주인집남자 역
- 신성훈 : 꺽다리 역
- 장민아 : 옥탑방 소녀 역
- 진경 : 정수기 여자 역
- 이지선 : 이주나 역
- 노현정 : 주인집 여자 역
- 윤진성 : 이주나 친구 역
- 김영국 (특별출연)